# Tvigle
Tvigle es un sitio web, una red de redifusión de videos y un servicio de transmisión libre (OTT) que ofrece transmisión a pedido con publicidad de programas de televisión, webisodios y otros videos de BBC Worldwide, Fox, ABC, Nickelodeon, Channel One y otras redes más pequeñas. Los videos de Tvigle se ofrecen solo a usuarios de Rusia y Ucrania, en formato Flash Video y HTML5, así como en 288p, 360p, 480p y 720p HD. A través del servicio SaaS propietario, VideoPublisher Tvigle también ofrece servicios a clientes, entre los que se encuentran populares canales de televisión rusos, como Forbes, Dailymotion, MTV Rusia y Muz-TV.
Tvigle es una empresa de propiedad privada, fundada por Egor Yakovlev en 2007, pero desde 2009 pertenece en un 25% a Allianz ROSNO, seguida más tarde por una inversión de Media3 en 2011.

## Historia
Tvigle Media LLC se estableció en 2007 como una plataforma de video en Internet que ofrece contenido a una audiencia rusa.
Tvigle Video Publisher se estableció en 2008 y ofrece redifusión web y servicios SaaS para otros sitios web y clientes de medios. Los clientes de Video Publisher pueden acceder al contenido con licencia de Tvigle y tener la posibilidad de cargar y utilizar su propio contenido de video.
En 2009, además de los programas y películas de BBC Worldwide, ABC y Fox, Tvigle comenzó a producir videos cortos. Uno de sus títulos más populares fue Versus, una serie animada de Red Medusa Productions, que se creó inicialmente para publicitar la marca XPYC Team de papas fritas inglesas a base de harina. En septiembre de 2012, Tvigle lanzó una nueva temporada de la caricatura separada de los comerciales, con 20 nuevos episodios.

## Características
Se puede acceder a Tvigle en una variedad de plataformas, que incluyen:
- Televisores inteligentes[7][8]
- Dune, BBK, descodificadores y consolas de juegos
- Teléfonos inteligentes y tabletas

En 2009, se lanzó una versión sin suscripción del servicio en iTunes App Store, para dispositivos con iOS versión 4 o superior.